# Logroño
Logroño ist eine Großstadt und mit 151.164 Einwohnern (Stand: 2024) die Hauptstadt der Provinz und der Autonomen Gemeinschaft La Rioja in Spanien.

## Lage und Klima
Logroño liegt an der Nordgrenze der Region La Rioja im Tal des Ebro und befindet sich somit in unmittelbarer Nähe des Baskenlandes. Die in einer Höhe von ca. 385 m gelegene Stadt befindet sich etwa auf halbem Weg zwischen der Küstenstadt Bilbao und Saragossa; sie ist nur etwa 100 km von der Biskaya entfernt, dazwischen liegt jedoch das Kantabrische Gebirge, welches dafür sorgt, dass das Klima der Stadt dem zentralspanischen ähnelt und von geringen Niederschlägen (ca. 500 mm/Jahr) und heißen Sommern gekennzeichnet ist.

## Bevölkerungsentwicklung
| Jahr      | 1857   | 1900   | 1950   | 2000    | 2017    |
| Einwohner | 11.239 | 19.237 | 51.975 | 128.491 | 150.979 |

Die Landflucht infolge der Mechanisierung der Landwirtschaft führte seit der Mitte des 19. Jahrhunderts zu einem deutlichen Bevölkerungswachstum.

## Wirtschaft
Das Wirtschaftsleben der Stadt ist, typisch für die Region La Rioja, geprägt von Winzerbetrieben; an der Universität La Rioja studieren etwa 5000 Studenten; das Instituto de Ciencias de la Vid y del Vino ist eine Forschungseinrichtung der Stadt. Weitere bedeutende Wirtschaftszweige sind die Keramik- und Weißblechverarbeitung, Dienstleistungen sowie der Gemüseanbau. Der nationale Flughafen Logroño liegt ca. 15 km östlich der Stadt, bietet zurzeit allerdings nur eine tägliche Verbindung nach Madrid.

## Geschichte

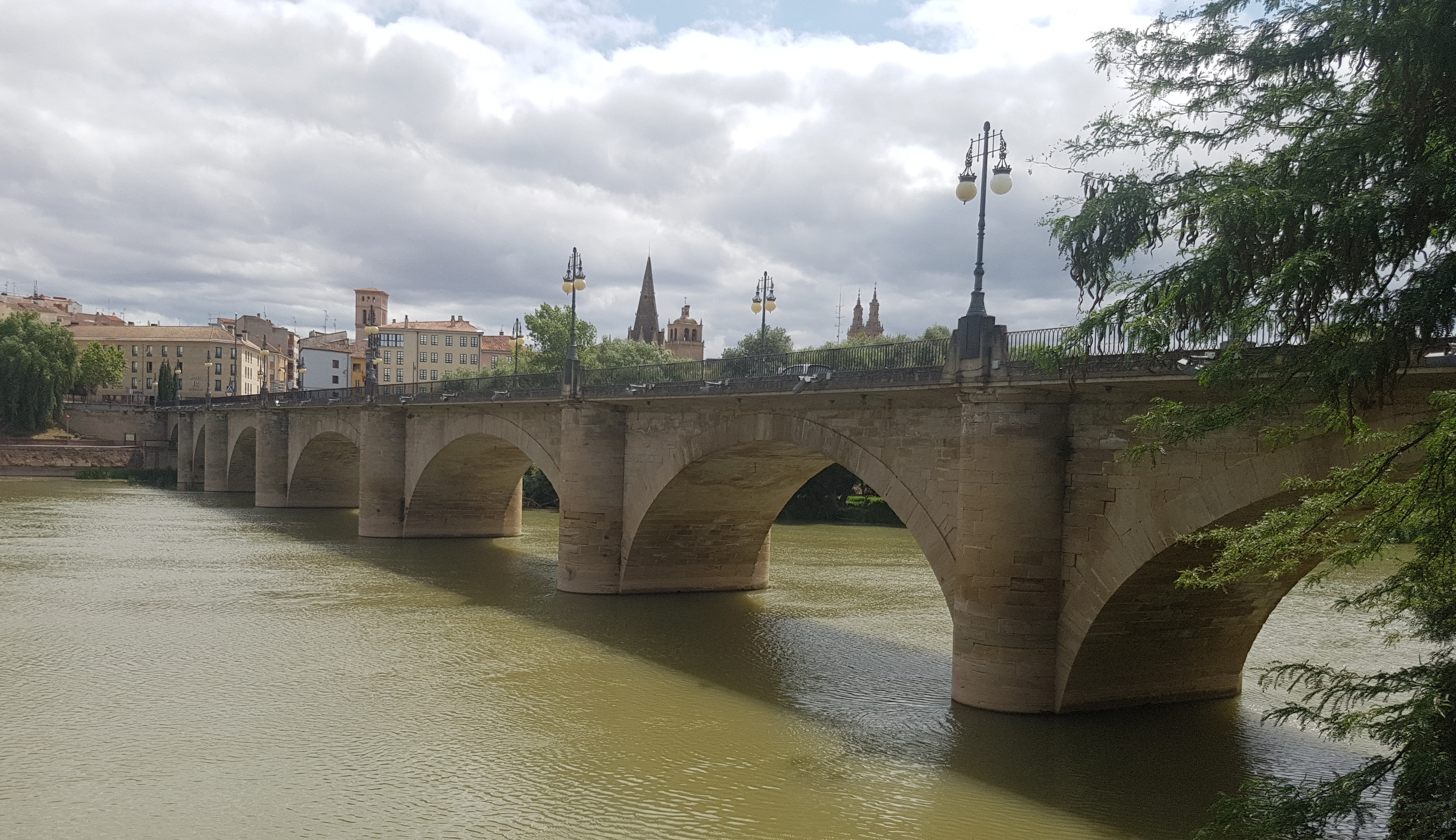
Die Nachfolgebrücke der mittelalterlichen Puente de Piedra wurde 1884 gebaut.

Logroño entstand an einer Furt des Flusses Ebro und wurde im 1. Jahrhundert unter dem Namen Vareia Hauptort des Keltenstammes der Beronen. Die Römer nannten es zunächst Varelus und später Lucrosus. Eine andere Theorie führt den Namen auf die Zusammenziehung des lateinischen Artikels „lo/illo“ mit der Ortsbezeichnung Gronio/Gronno zurück, wobei der Ursprung des letzteren mit Keltisch und die Bedeutung mit „Furt, Übergang“ angegeben wird. Schließlich gibt es auch die Deutung „Lucus Brun“ oder „Lucus Beronius“ – „Heiliger Ort (im Wald) Berón“.
Neben der erwähnten Furt bauten die Römer im Rahmen der Straßenverbindung Tarragona–Asturien eine erste Brücke. Im 6. Jahrhundert wurde Logroño von den Westgoten unter König Leovigild zerstört. Im 8. Jahrhundert eroberten die Mauren die Stadt und nannten sie Albaida („die Weiße“). Während der Rückeroberung der ehemals christlichen Gebiete (reconquista) wurde Logroño durch die vereinten Heere von Sancho Garcés von Navarra und Ordoño II. von León eingenommen, danach blieb es jedoch eine bedeutungslose landwirtschaftliche Siedlung und wurde 1092 durch El Cid, der zu dieser Zeit auf Seiten der Mauren kämpfte, abermals zerstört.
Auf Verfügung Alfons VI. von Kastilien wiederaufgebaut, stattete dieser im Jahr 1095 Logroño mit Stadtrechten und Privilegien (fueros) aus und erteilte 1099 mit dem Neubau der Brücke das Privileg des Flussübergangs. Mit der Brücke wurde die Stadt zu einer wichtigen Pilgerstation am Jakobsweg. Damals entstand das Motto la ciudad como el camino – „die Stadt richtet sich nach dem Wege“.

## Sehenswürdigkeiten
- Die zweitürmige und dreischiffige Kathedrale Santa María de la Redonda (heute Concatedral) entstand im 16., 17. und 18. Jahrhundert; bemerkenswert sind die Maßwerkzwickel in den Seitenschiffgewölben. Der Kirchenbau enthält zahlreiche Altarretabel sowie Skulpturen und Bildwerke.
- Die dreischiffige Iglesia de San Bartolomé ist die älteste Kirche der Stadt und entstand im 12./13. Jahrhundert. Hervorzuheben ist das gotische Portal.
- Im 16. Jahrhundert entstand die einschiffige, aber ca. 20 m breite Iglesia de Santiago el Real. Im Hinblick auf die Ausstattung ragt der geschnitzte Hauptaltar heraus.
- Die Iglesia de Santa María de Palacio entstand im 12./13. Jahrhundert; sie wurde jedoch später wiederholt verändert. Bemerkenswert ist der Spitzhelm (aguja) aus der Zeit um 1320. Im Innern sticht der figurenreiche Hauptaltar heraus.

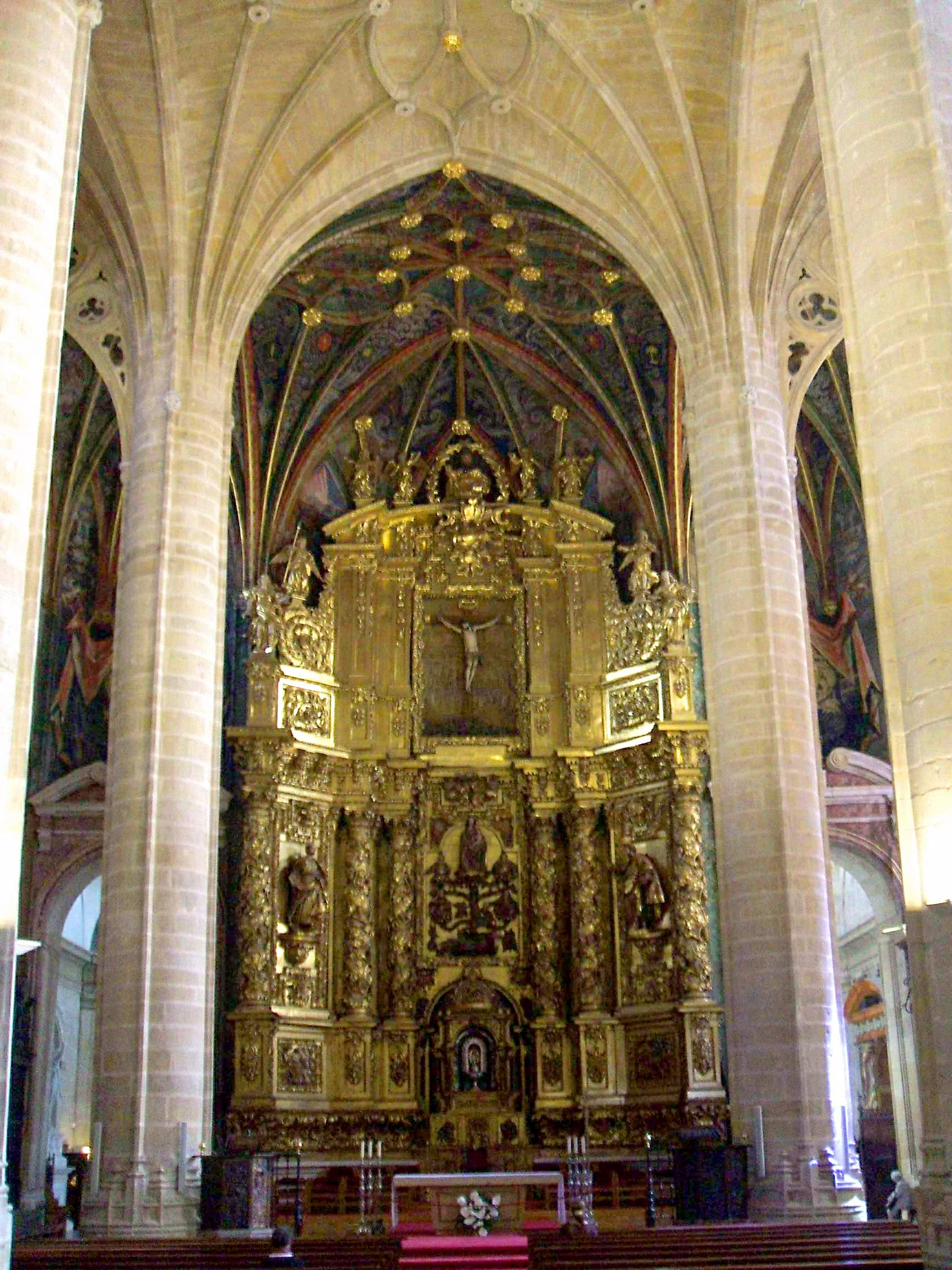
Hauptaltar der Kathedrale
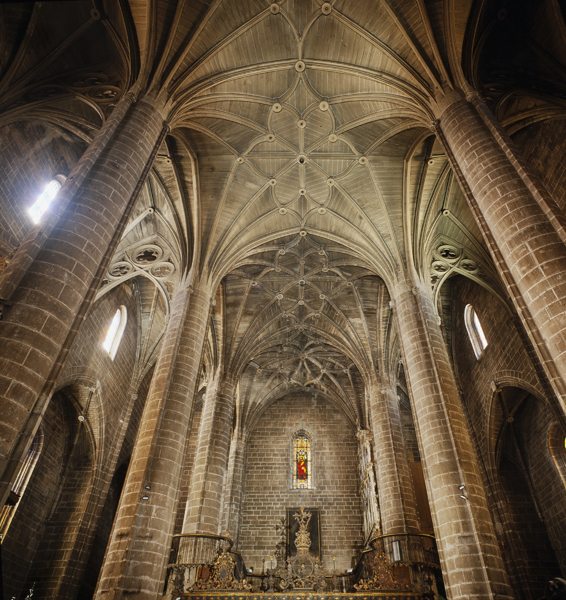
Gewölbe der Kathedrale
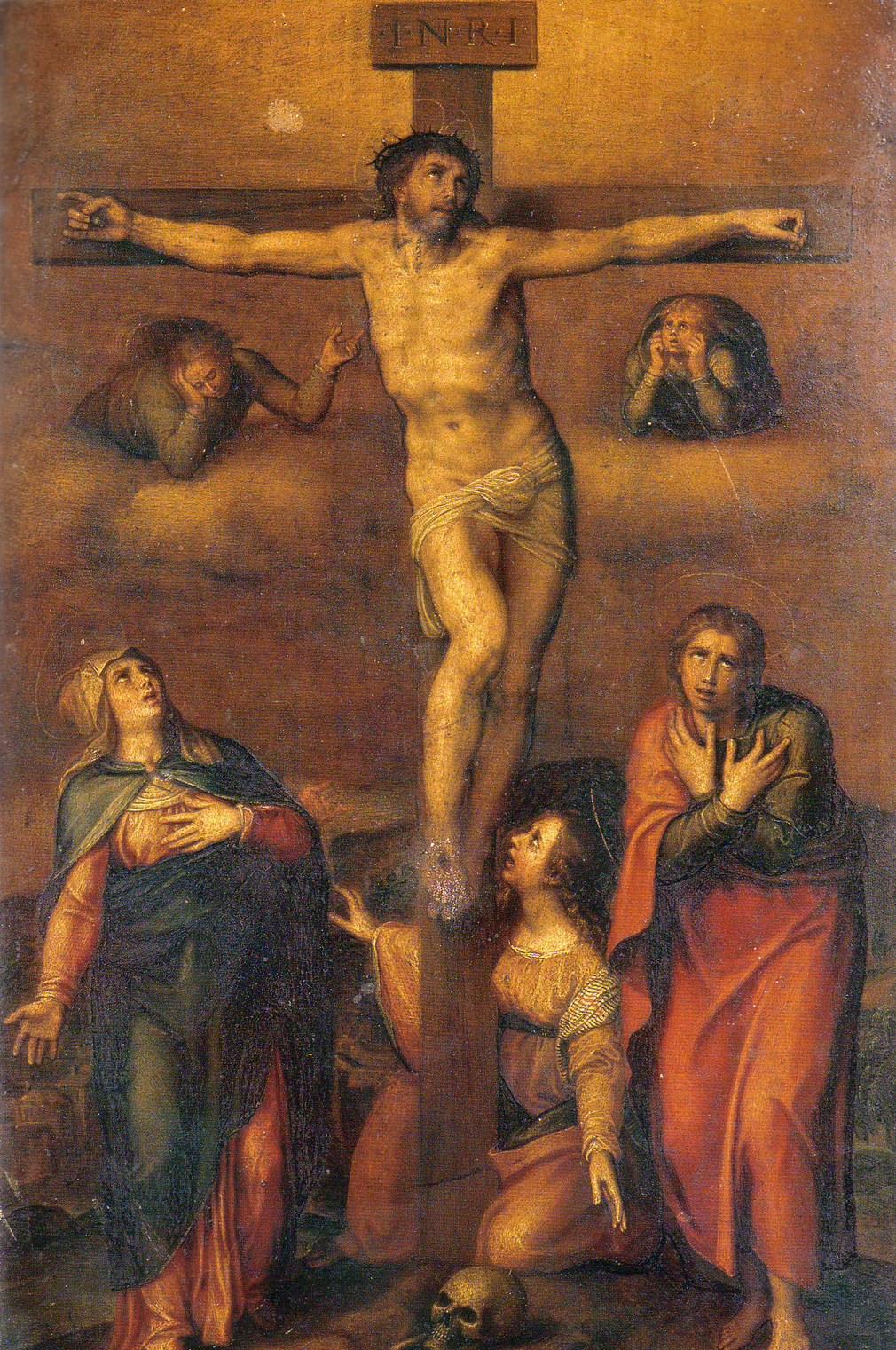
Kreuzigungsbild in der Kathedrale
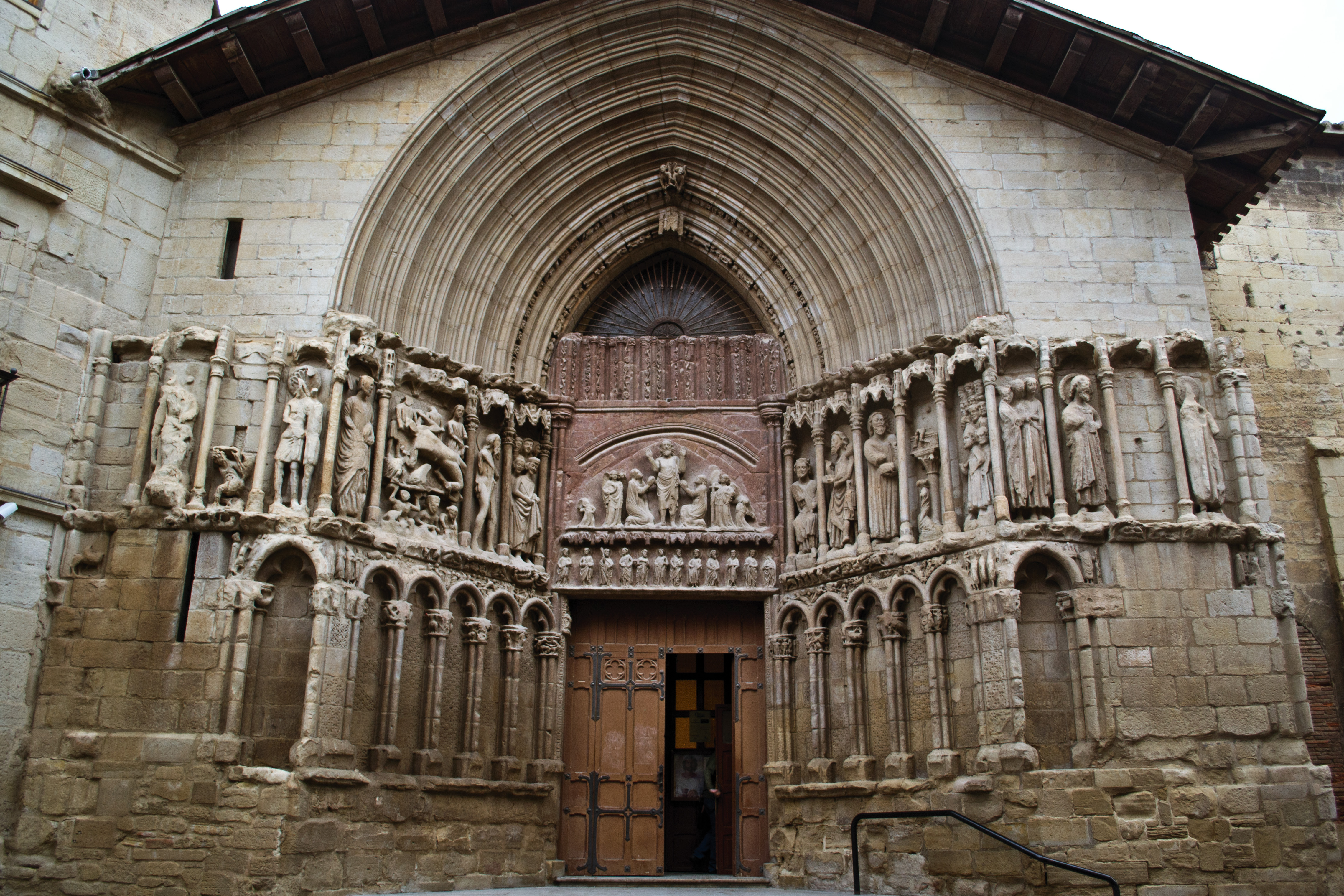
Portal von San Bartolomé
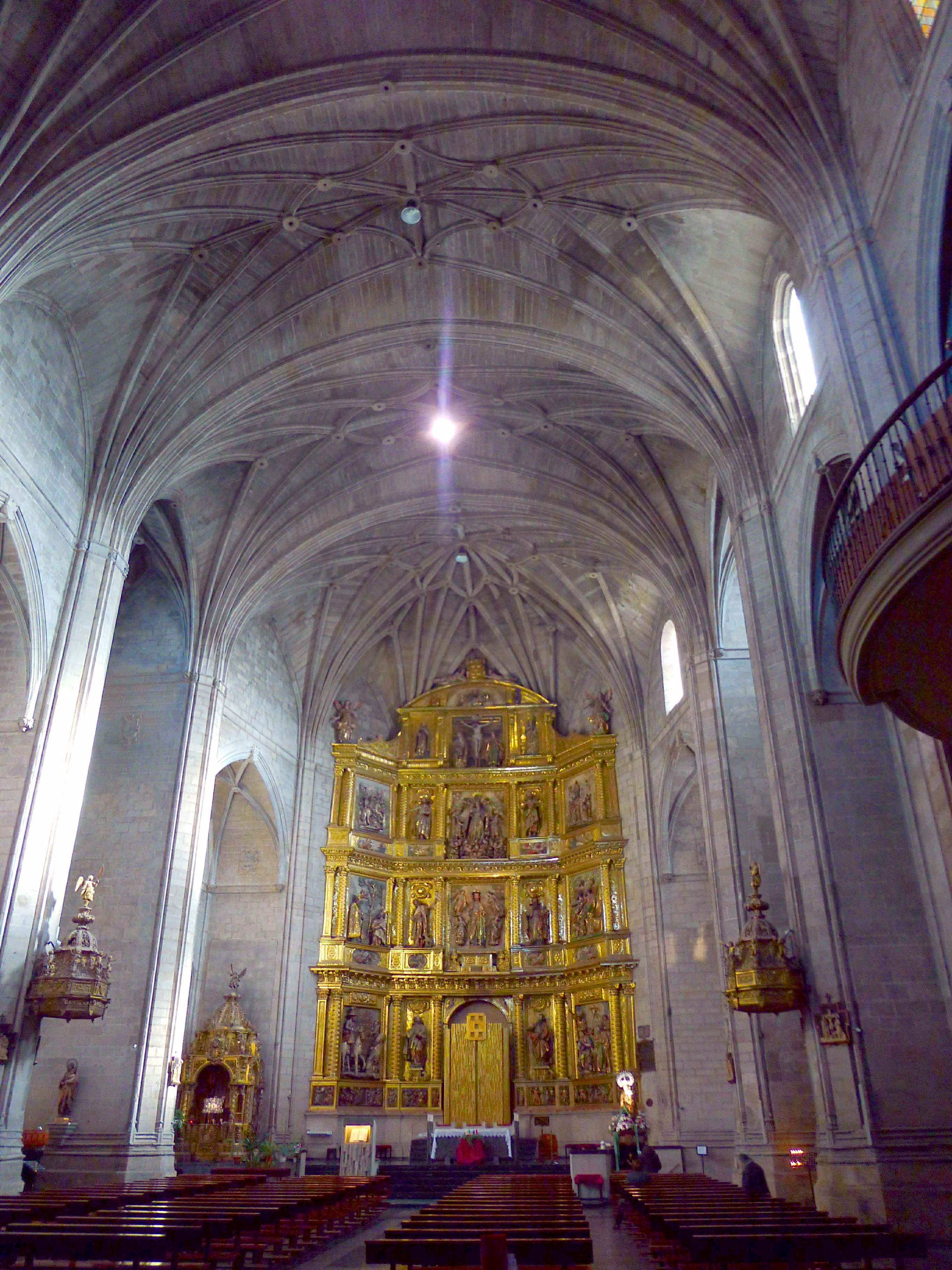
Iglesia de Santiago
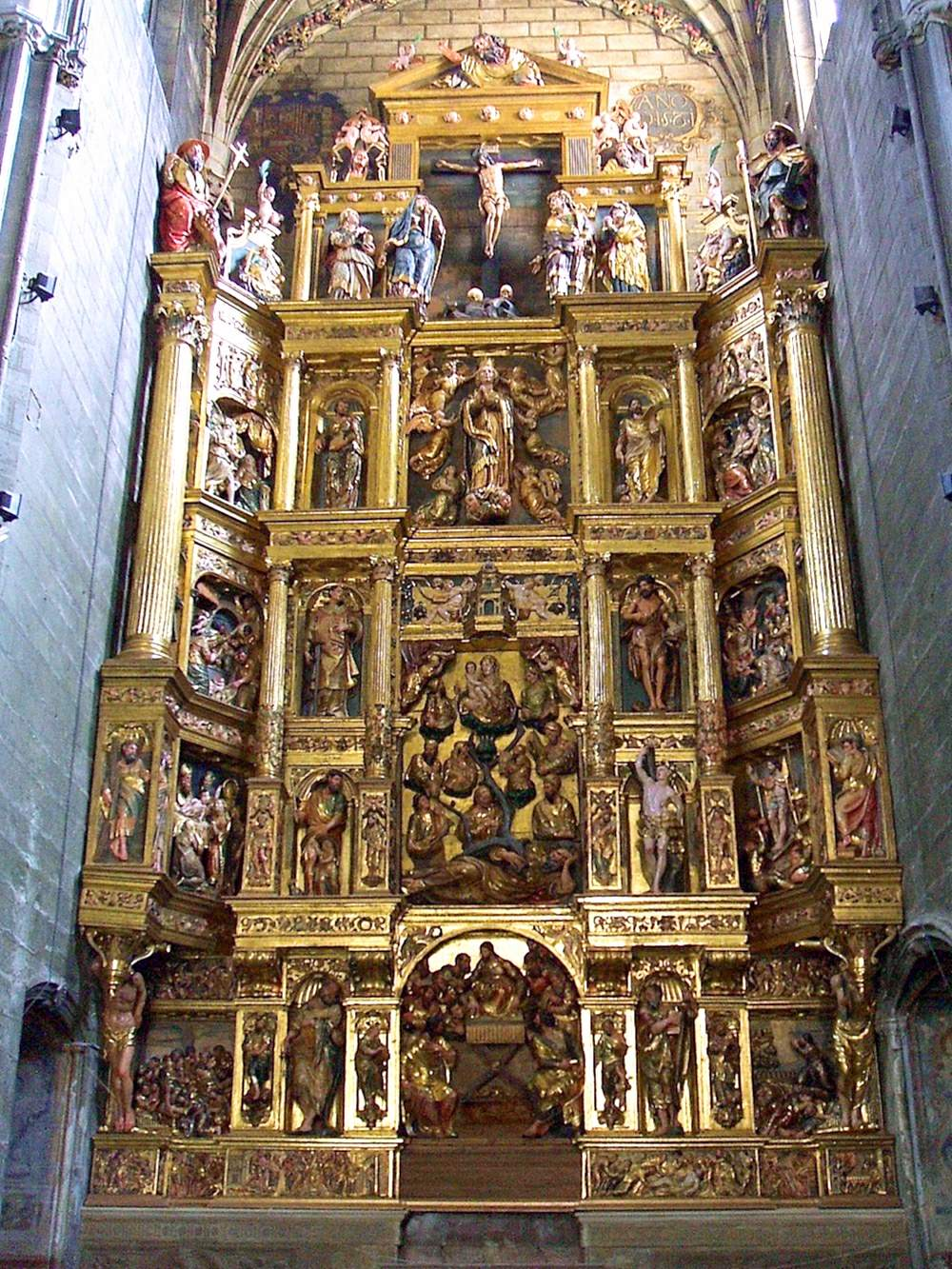
Hauptaltar von Santa María de Palacio

- Von der um 1520 errichteten Stadtmauer sind nur die Überreste der Befestigungsanlage Muralla del Revellín erhalten.
- Nach dem Einsturz der alten Steinbrücke im Januar 1871 wurde mit dem Bau einer neuen begonnen, die 11 Jahre später eingeweiht wurde.
- Eine neue stählerne Brücke (Cuarto Puente) wurde im Jahr 2003 eröffnet.
- Zahlreiche Paläste und Bauten aus dem 18. und 19. Jahrhundert bereichern das Stadtbild.
- Das Museo de La Rioja präsentiert Kunst aus vielen Epochen der Stadtgeschichte und der Region La Rioja.
- Das Museo Würth widmet sich vorrangig der modernen Kunst.
- Über das Stadtgebiet verteilt finden sich mehrere Weinhäuser (bodegas), in denen die Weine des Anbaugebietes Rioja verkostet werden können.
- Die Plaza de Toros de Logroño besteht seit 2001.

## Kultur und Lebensstil
Neben Haro ist Logroño das Zentrum des Weinanbaus in der Provinz La Rioja. Während sich die Rebflächen mehr in der Region verteilen, haben hier zahlreiche Handelshäuser und Büros der Bodegas ihren Sitz. Ausführliche Informationen zum Wein mit der geschützten Herkunftsbezeichnung Rioja findet man im Museo de La Rioja.
Gutes Essen und Trinken haben hier einen hohen Stellenwert. Eine kulinarische Besonderheit der Region ist der Pincho. Dies sind kleine Häppchen, die in Bars angeboten werden. In der Zubereitung unterscheiden sie sich etwas vom Tapa des spanischen Südens.

Logroño hat eine kreative Graffiti-Szene. Verschiedene Bauten, die ansonsten nicht positiv auffallen würden, werden durch sie zum Kunstobjekt.

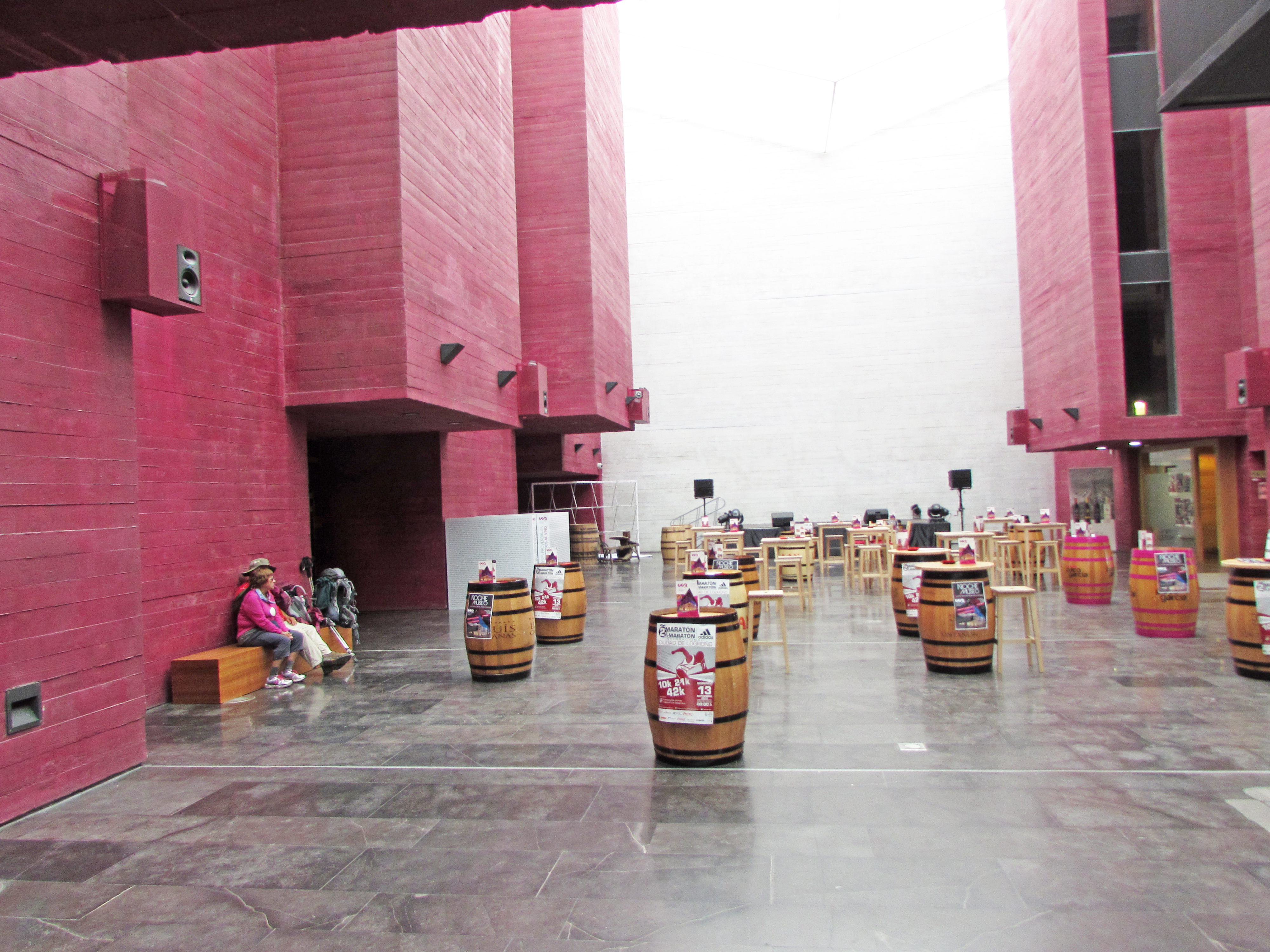
Museo de la Rioja
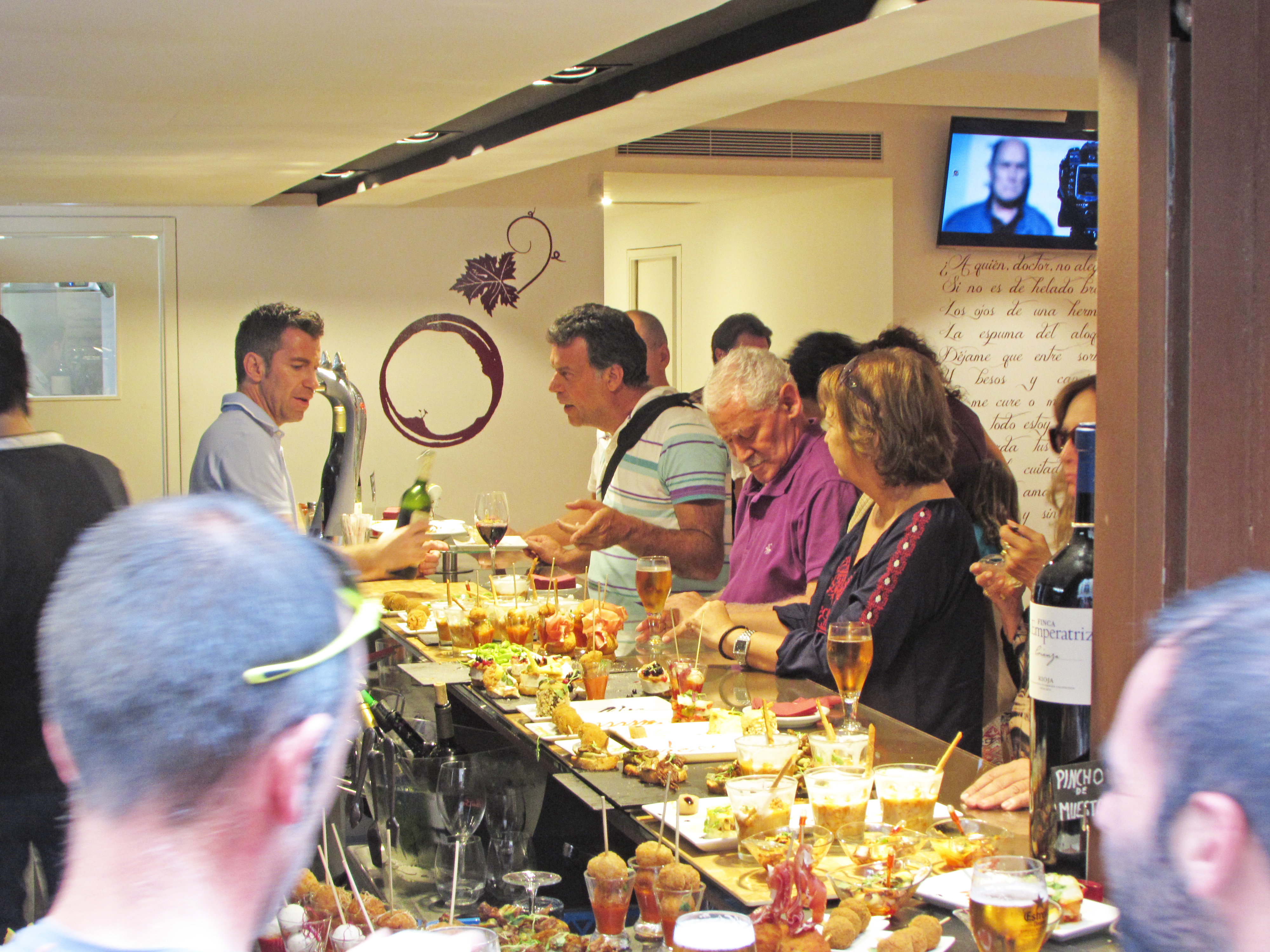
Pincho-Bar
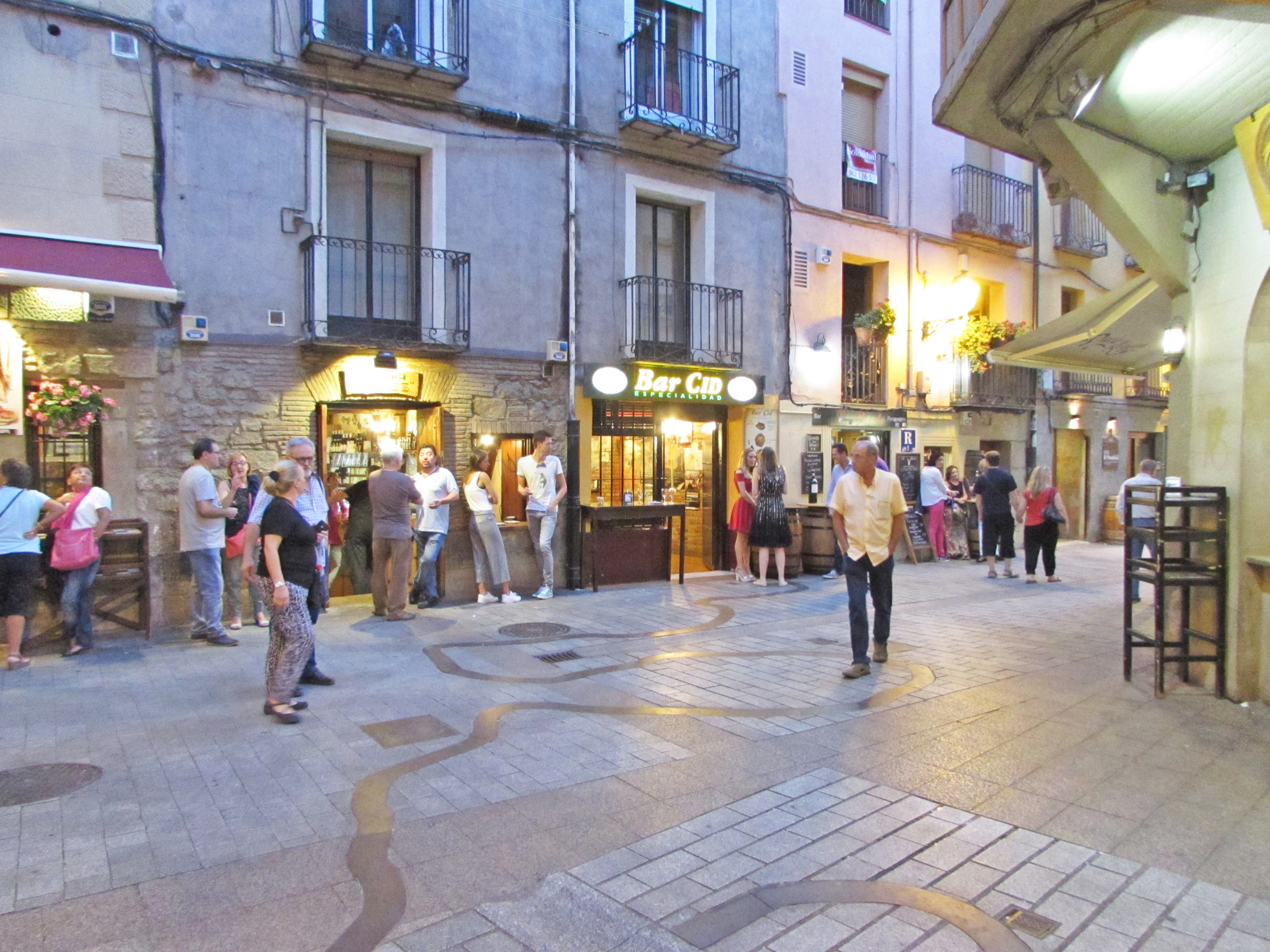
Pincho-Bars
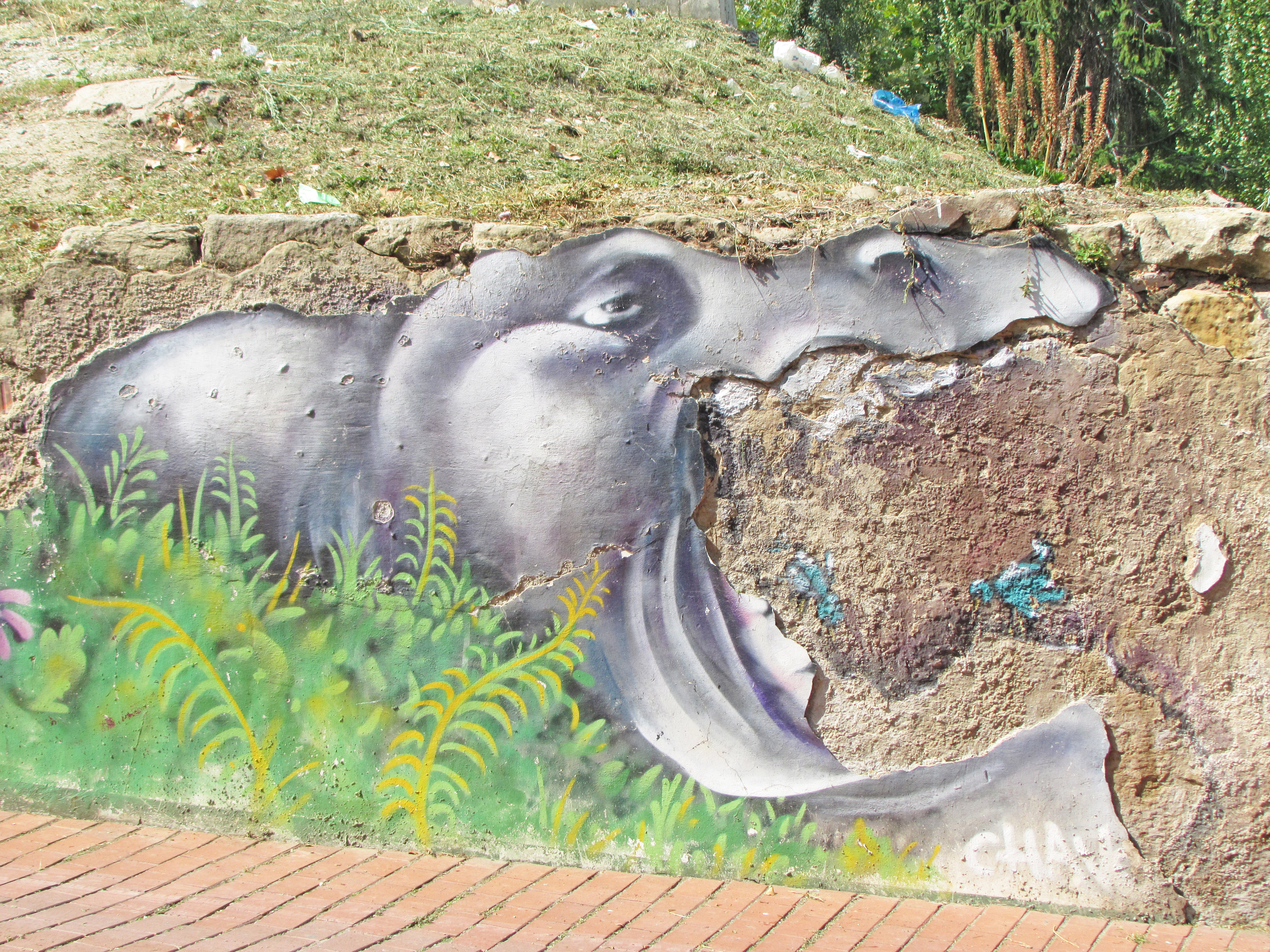
Graffiti
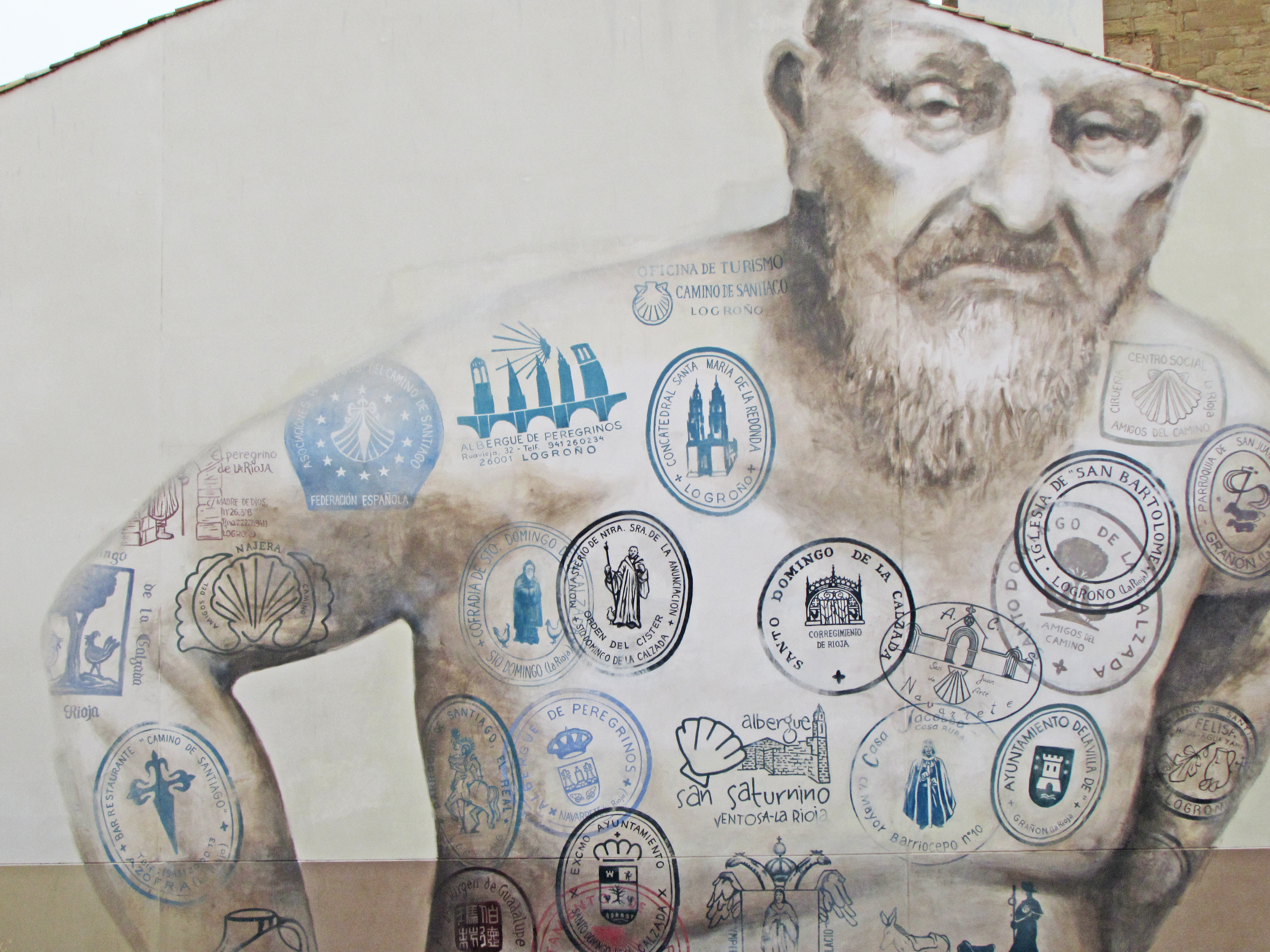
Graffiti
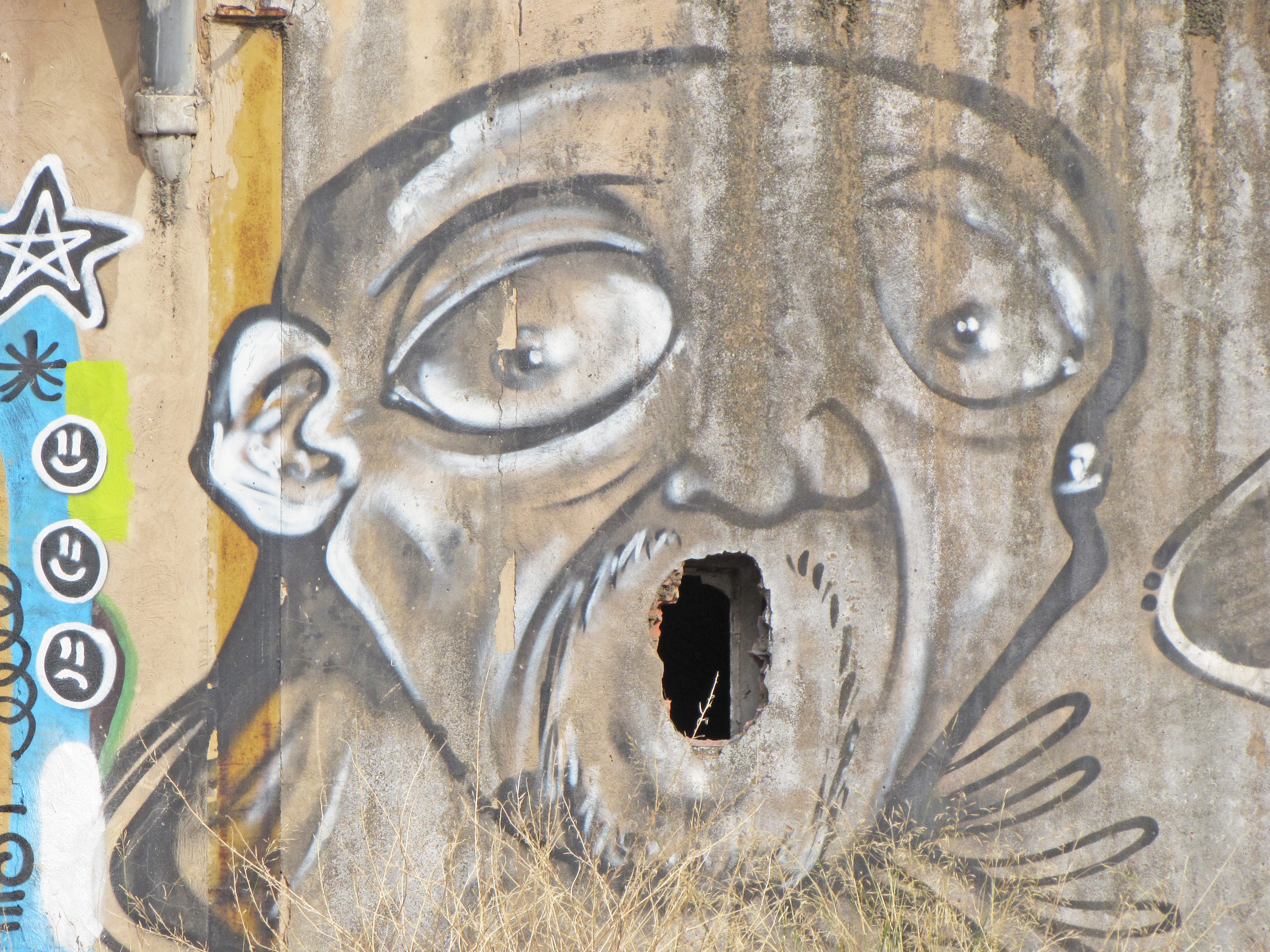
Graffiti

## Sport
Der Verein Club Balonmano Sporting La Rioja ist in der Stadt beheimatet.

## Partnerstädte
Logroño pflegt Städtepartnerschaften mit:
| - Dunfermline im Vereinigten Königreich, seit 1989 - Darmstadt in Deutschland, seit 2002 - Libourne in Frankreich, seit 1979 - Dax (Landes) in Frankreich, seit 1960 | - El Haggounia in Westsahara, seit 1991 - Rancagua in Chile, seit 1992 - La Rioja in Argentinien, seit 1992 - Brescia in Italien, seit 2005 |

Weitere freundschaftliche Beziehungen gibt es mit
- Wilhelmshaven in Deutschland, seit 1990
- Vichy in Frankreich, seit 1990

## Söhne und Töchter der Stadt
- Juan Fernández de Navarrete (um 1526–1579), Maler
- José Saenz d’Aguirre (1630–1699), Benediktiner, Theologe, Professor und Abt
- Antonio Pereira y Ruiz (* 1729; † um 1821), Politiker
- Juan José Elhuyar y de Suvisa (1754–1796), Chemiker, Entdecker des Wolframs
- Mateo Albéniz (1755–1831), Komponist, Kirchenmusiker und Musiktheoretiker
- Fausto Elhuyar y de Suvisa (1755–1833), Chemiker, Entdecker des Wolframs
- Pedro Albéniz (1795–1855), Pianist und Komponist
- Celso Golmayo Zúpide (1820–1898), kubanisch-spanischer Schachspieler
- Narciso de Esténaga y Echevarría (1882–1936), römisch-katholischer Geistlicher; Prälat von Ciudad Real
- Julio Rey Pastor (1888–1962), Mathematiker und Mathematikhistoriker
- María Teresa León Goyri (1903–1988), Schriftstellerin, Verlegerin, Theaterdirektorin und Mitglied der Autorengruppe Generación del 27
- Carlos Fernández Casado (1905–1988), Bauingenieur
- Carlos G. Vallés (1925–2020), spanisch-indischer Jesuit, Autor, Kolumnist und Mathematiker
- Rafael Azcona (1926–2008), Drehbuchautor
- Félix Lázaro Martinez (* 1936), römisch-katholischer Bischof von Ponce (2003–2015)
- Soledad Bravo (* 1943), spanisch-venezolanische Sängerin
- Mayte Mateos (* 1951), Sängerin (Baccara)
- Gaspar Llamazares (* 1957), Politiker
- Anacleto Jiménez (* 1967), Langstreckenläufer
- María Esther Herranz García (* 1969), Politikerin
- Carlota Castrejana (* 1973), Dreispringerin und Basketballspielerin
- Javier de Pedro (* 1973), Fußballspieler
- Cuca Gamarra (* 1974), Rechtsanwältin und Politikerin
- Jorge López Montaña (* 1978), Fußballspieler
- Sergio Rodríguez Martínez (* 1978), Fußballspieler
- Daniel Aranzubia (* 1979), Fußballspieler
- Álvaro Rubio Robles (* 1979), Fußballspieler
- Miguel Martínez de Corta (* 1981), Fußballspieler
- Carlos Coloma Nicolás (* 1981), Mountainbiker
- David López (* 1982), Fußballspieler
- Borja Viguera (* 1987), Fußballspieler
- Rubén Pardo (* 1992), Fußballspieler
- Daniel Pinillos (* 1992), Fußballspieler
- Mujaid Sadick (* 2000), Fußballspieler